# Kalliosaari (ö i Egentliga Tavastland, Tavastehus, lat 61,25, long 24,39)
Kalliosaari är en ö i Finland. Den ligger i sjön Ilmoilanselkä och i kommunen Tavastehus i den ekonomiska regionen  Tavastehus ekonomiska region  och landskapet Egentliga Tavastland, i den södra delen av landet, 120 km norr om huvudstaden Helsingfors. Öns area är 0,2 hektar och dess största längd är 70 meter i nord-sydlig riktning.